# Коломбара-Ведрија (Павија)
Коломбара-Ведрија је насеље у Италији у округу Павија, региону Ломбардија.
Према процени из 2011. у насељу је живело 38 становника. Насеље се налази на надморској висини од 79 м.